# Alicia González
Alicia González Blanco, née à Viella (es) (Asturies) le 27 mai 1995, est une cycliste professionnelle espagnole, qui pratique à la fois le cyclo-cross et la route.

## Biographie

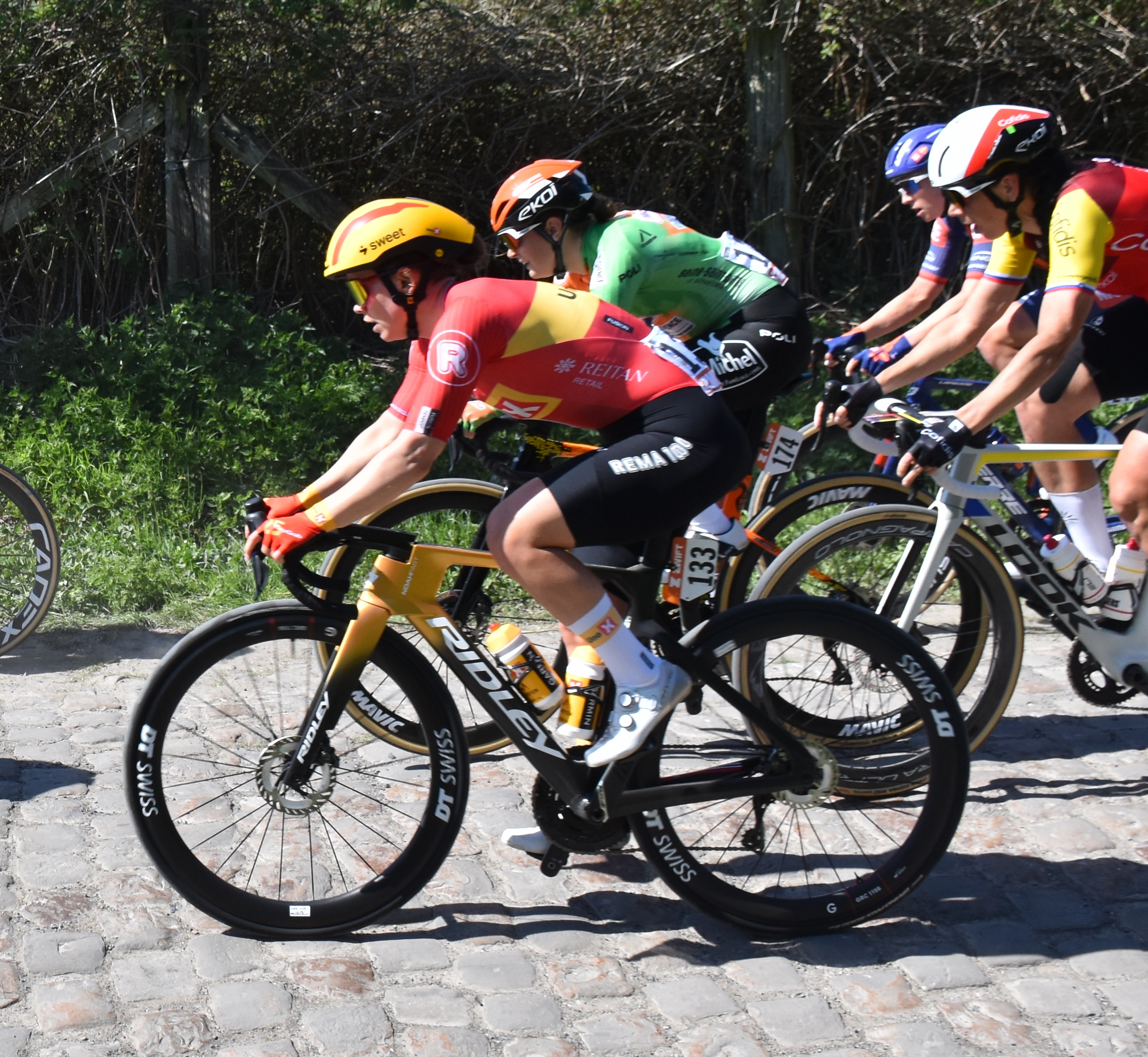
Alicia Gonzalez sur Paris-Roubaix 2025

Elle commence à se démarquer dans la catégorie junior de cyclo-cross mais aussi sur la route lors de la coupe d'Espagne de cyclisme junior 2013. Cela lui permet de signer un contrat professionnel dans l'équipe Lointek en 2014.
En 2017, elle devient championne d'Espagne de cyclo-cross à Valence
Après une bonne première année en tant que professionnelle à 19 ans, elle se classe 6e des championnats d'Espagne sur Route et 11e des championnats d'Europe sur route 2015. Elle marque des points dans une épreuve de la coupe du monde de cyclisme en se classant 16e du Tour de Bochum. La même année, elle termine 3e des championnats d'Espagne sur route. Elle obtient le meilleur résultat dans une épreuve de coupe du monde pour une cycliste espagnol depuis Eneritz Iturriaga qui se classât 9e du la Grand Prix de Plouay 2006.
Avec sa sœur aînée Lucía qui, elle aussi, court pour la Lointek, et son compatriote espagnol Daniel Ania, ils forment l'équipe amateur de cyclo-cross Nesta-MMR.
En 2018, elle est quatrième de la première étape  puis troisième de la deuxième étape de la Setmana Ciclista Valenciana, se concluant toutes deux au sprint. Sur la dernière étape, elle suit les meilleures et prend la troisième place. Elle est également troisième du classement général.
Elle rejoint l'équipe Lifeplus Wahoo à compter de la saison 2024.

## Palmarès sur route

### Par année
- 2015
  - 3e du championnat d'Espagne sur route
- 2017
  - 7e du championnat d'Europe sur route espoirs
- 2018
  - 3e de la Setmana Ciclista Valenciana
  - 3e du La Classique Morbihan
  - 3e du championnat d'Espagne du contre-la-montre
- 2020
  - 9e du Grand Prix de Plouay

### Résultats sur les grands tours

#### Tour de France
1 participation
- 2025 : 117e

### Classements mondiaux
| Année                                 | 2014 | 2015 | 2016 | 2017 | 2018 | 2019 | 2020 | 2021 | 2022 | 2023 | 2024 |
| ------------------------------------- | ---- | ---- | ---- | ---- | ---- | ---- | ---- | ---- | ---- | ---- | ---- |
| Classement UCI                        | 419e | 246e | 639e | 199e | 101e | 641e | 131e | 555e | 334e | 765e | 310e |
| UCI World Tour                        |      |      | nc   | 126e | 109e | nc   | 68e  | 149e | 155e | 248e | 177e |
|                                       |      |      |      |      |      |      |      |      |      |      |      |
| Légende : nc = non classéSource : UCI |      |      |      |      |      |      |      |      |      |      |      |

## Palmarès en cyclo-cross
- 2011-2012
  - 3e du championnat d'Espagne de cyclo-cross
- 2016-2017
  -  Championne d'Espagne de cyclo-cross